# Equipo de Fed Cup de Letonia
El Equipo de Copa Billie Jean King de Letonia es el equipo representativo de Letonia en la máxima competición internacional a nivel de naciones del tenis femenino. Su organización está a cargo de la Ukrainian Tennis Federation.

## Historia
Letonia alcanzó la recta final de los 16 avos en 1993. Antes de 1992, las letonas competían bajo la bandera de la URSS. Larisa Savchenko, que compitió por las dos banderas, tiene el mayor récord de victorias en dobles (38).